# 讷维尔莱博略
讷维尔莱博略（法語：Neuville-lez-Beaulieu，法語發音：[nøvil lɛ boljø]）是法国大東部大區阿登省的一个市镇，属于沙勒维尔-梅济耶尔区。

## 地理
讷维尔莱博略（49°51'59"N, 4°19'33"E）面积35.92 平方千米，位于法国大東部大區阿登省，该省份为法国北部内陆省份，西接埃纳省，南至马恩省，东临默兹省，北与比利时接壤。
与讷维尔莱博略接壤的市镇（或旧市镇、城区）包括：昂特尼、欧维莱尔-莱福日、埃泰尼耶尔、勒尼奥韦、小锡尼、塔尔济、希迈。

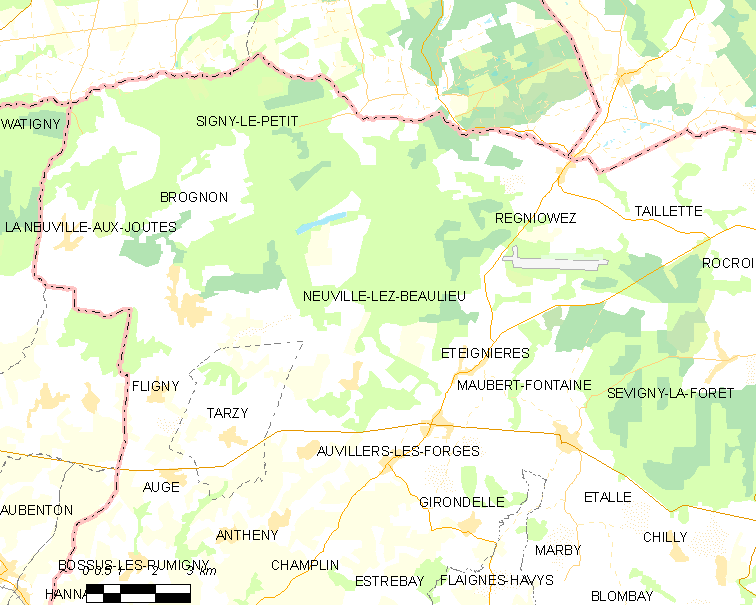
讷维尔莱博略的OSM定位图

讷维尔莱博略的时区为UTC+01:00、UTC+02:00（夏令时）。

## 行政
讷维尔莱博略的邮政编码为08380，INSEE市镇编码为08319。

## 政治
讷维尔莱博略所属的省级选区为罗克鲁瓦县。

## 人口

1962-2008年间讷维尔莱博略人口变化图示

讷维尔莱博略于2022年1月1日时的人口数量为327人。